# Promontorio del Circeo (Quarto Caldo)
Promontorio del Circeo (Quarto Caldo) este o arie protejată (arie specială de conservare — SAC, sit de importanță comunitară — SCI) din Italia întinsă pe o suprafață de 427 ha, din care 2 % marine.

## Localizare
Centrul sitului Promontorio del Circeo (Quarto Caldo) este situat la coordonatele 41°13′54″N 13°03′09″E / 41.231667°N 13.0525°E.

## Înființare
Situl Promontorio del Circeo (Quarto Caldo) a fost declarat sit de importanță comunitară în iunie 1995 pentru a proteja 11 specii de animale. Situl a fost protejat și ca arie specială de conservare în august 2017.

## Biodiversitate
Situată în ecoregiunea mediteraneană, aria protejată conține 11 habitate naturale: Pante stâncoase calcaroase cu vegetație casmofită, Dune de coastă cu Juniperus spp., Tufărișuri termo-mediteraneene și de pre-deșert, Peșteri marine scufundate complet sau parțial, Faleze cu vegetație de Limonium spp. endemic de pe coastele mediteraneene, Păduri de Quercus suber, Păduri de Quercus ilex și Quercus rotundifolia, Recifuri, Matorral arborescenți cu Juniperus spp., Pseudostepă cu ierburi și specii anuale de Thero-Brachypodietea, Formațiuni scunde de Euphorbia în apropierea falezelor.
La baza desemnării sitului se află mai multe specii protejate:
- păsări (8): fâsă-de-câmp (Anthus campestris), Apus pallidus, caprimulg (Caprimulgus europaeus), Falco eleonorae, șoim călător (Falco peregrinus), sfrâncioc roșiatic (Lanius collurio), viespar (Pernis apivorus), Tachymarptis melba
- mamifere (1): liliacul mic cu potcoavă (Rhinolophus hipposideros)
- nevertebrate (2): croitorul mare al stejarului (Cerambyx cerdo), Melanargia arge

Pe lângă speciile protejate, pe teritoriul sitului au mai fost identificate 5 specii de plante, 3 specii de mamifere, 1 specie de reptile.